# Orwell-díj
Az Orwell-díjat (Orwell Prize) a politikai témájú írások legkiemelkedőbb díjának tekintik az Egyesült Királyságban. Minden évben két díj kerül átadásra, könyv és zsurnalisztika kategóriában, 2009 óta blog kategóriában is osztanak díjat. A díjat aszerint ítélik oda, hogy ki ér legközelebb George Orwell művészetéhez, aki a „politikai tartalmú írást művészetté kívánta tenni” ('make political writing into an art').
A díjat Sir Bernard Crick, szociáldemokrata politikus alapította 1993-ban, aki az Orwell életrajzából bejövő pénzét ajánlotta fel erre a célra. A díjat ezen kívül Richard Horatio Blair (született: 1944), Orwell örökbe fogadott fia is támogatja.
2008-ban a díjat némileg átalakított, melynek értelmében az 1000£ pénzdíjat 3000£-ra módosították.

## Díjazottak

### Könyv kategória
- 1994 Anatol Lieven The Baltic Revolution: Estonia, Latvia, Lithuania and the Path to Independence
- 1995 Fionnuala O'Connor In Search of a State: Catholics in Northern Ireland
- 1996 Fergal Keane Season of Blood: A Rwandan Journey
- 1997 Peter Godwin Mukiwa: A White Boy in Africa
- 1998 Patricia Hollis Jennie Lee: A Life
- 1999 D. M. Thomas Alexander Solzhenitsyn: a Century in His Life
- 2000 Brian Cathcart The Case of Stephen Lawrence
- 2001 Michael Ignatieff Virtual War
- 2002 Miranda Carter Anthony Blunt: His Lives
- 2003 Francis Wheen Hoo-hahs and Passing Frenzies: Collected Journalism 1991-2000
- 2004 Robert Cooper The Breaking of Nations: Order and Chaos in the Twenty First Century
- 2005 Michael Collins The Likes of Us: A Biography of the White Working Class
- 2006 Delia Jarrett-Macauley Moses, Citizen and Me
- 2007 Peter Hennessy Having It So Good: Britain in the 1950s
- 2008 Raja Shehadeh Palestinian Walks: Forays into a Vanishing Landscape
- 2009 Andrew Brown Fishing in Utopia: Sweden and the Future that Disappeared
- 2010 Andrea Gillies Keeper
- 2011 Thomas Henry Bingham The Rule of Law
- 2012 Toby Harnden Dead Men Risen
- 2013 A. T. Williams A Very British Killing: The Death of Baha Mousa[3]
- 2014: Alan Johnson(wd), This Boy
- 2015: James Meek, Private Island: Why Britain Now Belongs to Someone Else
- 2016: Arkady Ostrovsky, The Invention of Russia
- 2017: John Bew, Citizen Clem
- 2018: Darren McGarvey, Poverty Safari[4]

#### Szépirodalmi politika
- 2019: Anna Burns, Milkman
- 2020: Colson Whitehead,[5] The Nickel Boys
- 2021: Ali Smith,[6] Summer
- 2022: Claire Keegan,[7] Small Things Like These
- 2023: Tom Crewe,[8] The New Life
- 2024: Hisham Matar,[9] My Friends

#### Politikai szakirodalom
- 2019: Patrick Radden Keefe, Say Nothing
- 2020: Kate Clanchy, Some Kids I Taught and What they Taught Me[10]
- 2021: Joshua Yaffa, Between Two Fires
- 2022: Sally Hayden, My Fourth Time, We Drowned
- 2023: Peter Apps, Show Me the Bodies: How We Let Grenfell Happen
- 2024: Matthew Longo, The Picnic

### Zsurnalisztika kategória
- 1994 Neal Ascherson
- 1995 Paul Foot és Tim Laxton
- 1996 Melanie Phillips
- 1997 Ian Bell
- 1998 Polly Toynbee
- 1999 Robert Fisk
- 2000 David McKittrick
- 2001 David Aaronovitch
- 2002 Yasmin Alibhai-Brown
- 2003 Brian Sewell
- 2004 Vanora Bennett
- 2005 Matthew Parris
- 2006 Timothy Garton Ash
- 2007 Peter Beaumont
- 2008 Johann Hari (2011-ben visszaadta a díjat, mert plágiummal vádolták)
- 2009 Patrick Cockburn
- 2010 Peter Hitchens
- 2011 Jenni Russell
- 2012 Amelia Gentleman
- 2013 Andrew Norfolk (The Times) és Tom Bergin (a Reuters tudósítója)[11]

### Blog kategória
- 2009 Richard Horton: NightJack – An English Detective
- 2010 Winston Smith: Working with the Underclass
- 2011 Graeme Archer: ConservativeHome
- 2012 Rangers Tax-Case

## Különdíj
- 1997: David Lipsey
- 2004: Hugo Young
- 2007: Newsnight
- 2008: Clive James
- 2009: Tony Judt
- 2010: Norma Percy
- 2012: Christopher Hitchens
- 2013: Marie Colvin, On the Front Line[12]
- 2014: Jonathan Freedland

## Külső hivatkozások
- The Orwell Prize - Hivatalos oldal.[halott link]
- Nem hivatalos oldal.
- Képek a 2007-es díjátadásról.